# Zofia Helwing
Zofia Helwing z d. Sawicka, pseudonim Zofia Tarkocińska (ur. w 1925 w Kowlu na Wołyniu, zm. 5 września 2016) – polska działaczka środowisk sybirackich, córka oficera-legionisty Marcelego.

## Życiorys
W 1940 roku została deportowana wraz z matką Janiną z Kresów Wschodnich RP do sowieckich łagrów przymusowej pracy w „Siewdwinłagu” w obwodzie archangielskim. Ze względu na ogłoszenie amnestii w roku 1941 (układ Sikorski – Majski) dostała możliwość opuszczenia obozu i wyjazdu na kontrolowane osiedlenie do Kamyszyna w obwodzie stalingradzkim. Tam dostała przydział na dowożenie żywności dla żołnierzy, a następnie została skierowana do kopania rowów obronnych pod Stalingradem, gdzie została ranna i odesłana do macierzystego kołchozu.
Ponownie wraz z matką-inwalidką (która uległa wypadkowi w tajdze w trakcie piłowania drzewa) została zesłana do Kazachstanu późną jesienią 1942 r., po wyjściu z ZSRR wojsk polskich pod dowództwem gen. Władysława Andersa, i przebywały tam do grudnia 1944 roku. Następnie zostały skierowane przez NKWD do prac przy odbudowie zniszczonych przez wojnę terenów, odzyskanych przez Armię Czerwoną, do miasta Śmiela na Ukrainie.
Po  powrocie do Polski w lutym 1946 roku, rozpoczęła pracę i naukę w szkole wieczorowej, gdyż musiała utrzymać chorą matkę i siebie. W systemie nauki zaocznej ukończyła gimnazjum zdobywając techniczne wykształcenie w zakresie licencjatów w dziedzinie hotelarstwa i gastronomii oraz zarządzania. Równocześnie rozpoczęła odtwarzanie tekstów różnych wydarzeń z okresu zesłania z notatek spisanych kopiowym ołówkiem na stronach gazety Prawda; historie te zostały opublikowane drukiem dopiero w roku 1989 w książce pod tytułem Ociosani, wydanej przez Wydawnictwo „Czytelnik”, a umieszczonej w katalogu Translaters Choice Frankfurt Book Fair w roku 1999.
Była współorganizatorką reaktywowanego w latach 1988/1989 Związku Sybiraków założonego w roku 1928, przekształconego zgodnie z podziałem administracyjnym na samodzielne oddziały w: Jeleniej Górze, Legnicy, Wałbrzychu i Wrocławiu. Została pierwszym prezesem Dolnośląskiego Oddziału Sybiraków. Opracowała kilka scenariuszy o pracy związku, wywiadów z zesłańcami oraz filmu z uroczystości odsłonięcia i poświęcenia Pomnika Zesłańców Sybiru we Wrocławiu.
Brała czynny udział w programie Urzędu Marszałkowskiego pt. „Lekcje żywej historii” odbywane w szkołach oraz na terenie Sanktuarium Golgoty Wschodu u Ojców Redemptorystów przy ulicy Wittiga nr 10 we Wrocławiu. Z ramienia Związku pełniła funkcję opiekuna tegoż Sanktuarium, o którym opracowała scenariusz filmu z narracją własnego tekstu. W 2011 roku ukazały się jej książki pt.: „Odłączona od Macierzy – Warthegau nazwana” oraz „Oswobodzeni, czyli zniewoleni Kresowiacy”, które są pogłosem zebranych opowieści Wielkopolan z okresu niemieckiej okupacji (1939-1945) oraz oficerów, żołnierzy, członków rodzin wojskowych i licznej grupy ludności cywilnej, przemierzających lub zamieszkujących Kresy Wschodnie od Karpat, Lwowa, Kołomyi, Wołynia, aż po Wilno. W przejściowym obozie w Szepietówce (obóz sowiecki), gdzie następowała selekcja żołnierzy przed wywiezieniem do obozów w Starobielsku, Ostaszkowie i Kozielsku. W roku 2014 w publikacji Mom jo skarb... Pamięć rzeczy w tradycjach dolnośląskich ukazał się rozdział jej autorstwa.
Na emeryturze pełniła rolę prezesa honorowego Związku Sybiraków oddziału Wrocław.
Została pochowana na Cmentarzu Świętej Rodziny we Wrocławiu.

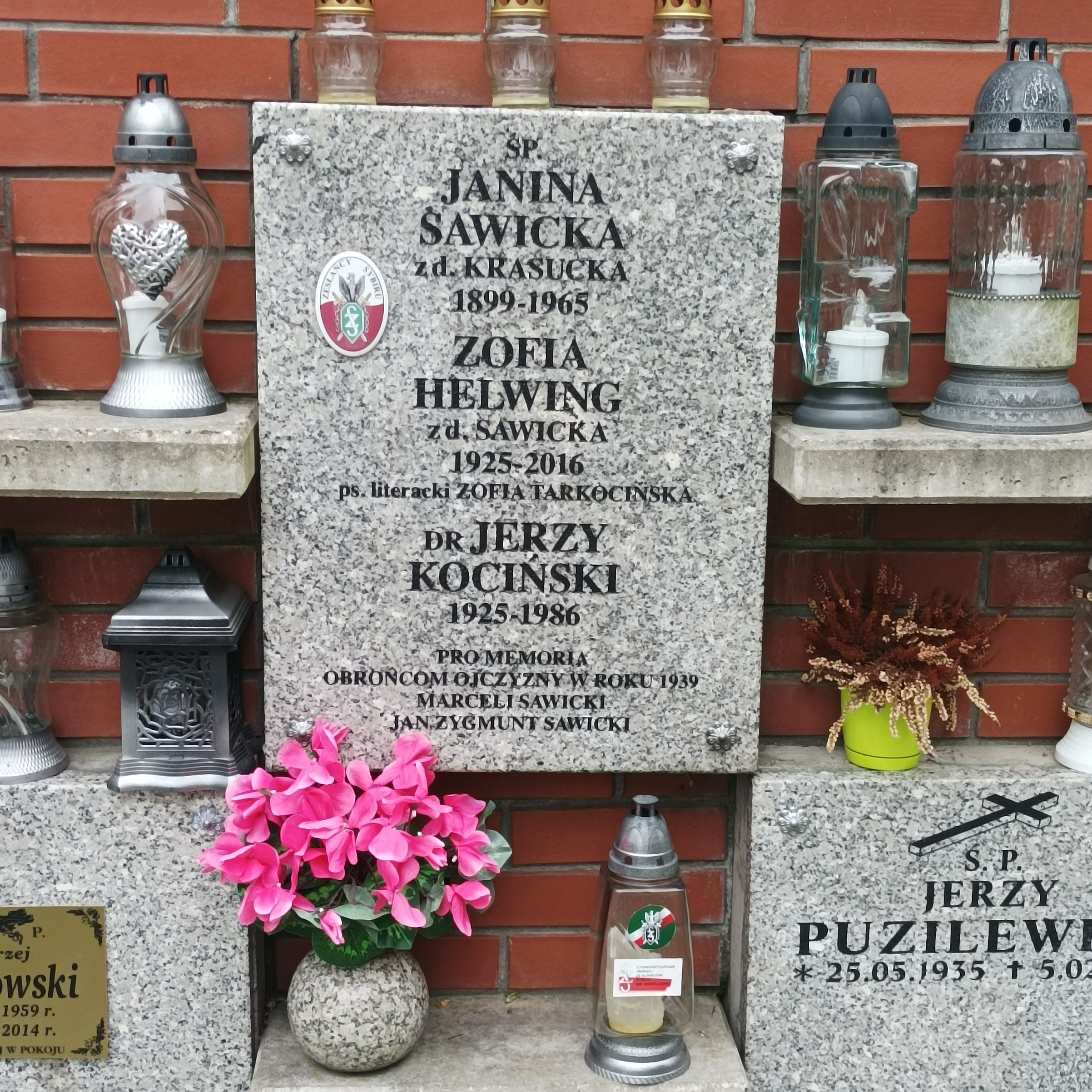
Grób Zofii Helwing w kolumbarium Cmentarza Świętej Rodziny we Wrocławiu